# Моара Домњаска (Прахова)
Моара Домњаска (рум. Moara Domnească) насеље је у Румунији у округу Прахова у општини Рафов. Oпштина се налази на надморској висини од 96 m.

## Становништво
Према подацима из 2002. године у насељу је живело 898 становника, од којих су сви румунске националности.